# 샅신경
샅신경(perineal nerve), 또는 회음신경은 골반의 신경으로, 음부신경관 안에 있던 음부신경에서 갈라진다. 샅의 피부에 얕은가지를 내고 근육에 깊은가지를 내어, 샅의 피부와 근육에 분포한다. 잠복기는 전극으로 검사된다.

## 구조
샅신경은 음부신경의 가지이다. 속음부동맥의 아래에 있으며 샅동맥과 함께 주행한다. 음부신경관을 2~3cm 정도 통과한다. 음부신경관 안에서 샅신경은 얕은가지와 깊은가지로 나뉜다. 샅신경의 얕은가지는 남성에서는 뒤음낭신경이 되고, 여성에서는 뒤음순신경이 된다. 샅신경의 깊은가지(근육가지라고도 함)는 샅의 근육으로 이동한다. 얕은가지와 깊은가지는 모두 남성의 음경등신경이나 여성의 음핵등신경보다 얕은 쪽에 위치한다.

## 기능
샅신경은 샅의 피부와 근육에 분포한다. 얕은가지는 샅, 남성의 음낭, 여성의 대음순의 감각을 전달한다. 깊은가지는 얕은샅가로근, 망울해면체근, 궁둥해면체근, 음경망울, 항문올림근, 바깥항문조임근에 분포한다.

## 임상적 중요성
샅신경의 잠복기는 전극으로 측정할 수 있으며 신경 기능을 검사하는 데 사용한다.

## 추가 이미지

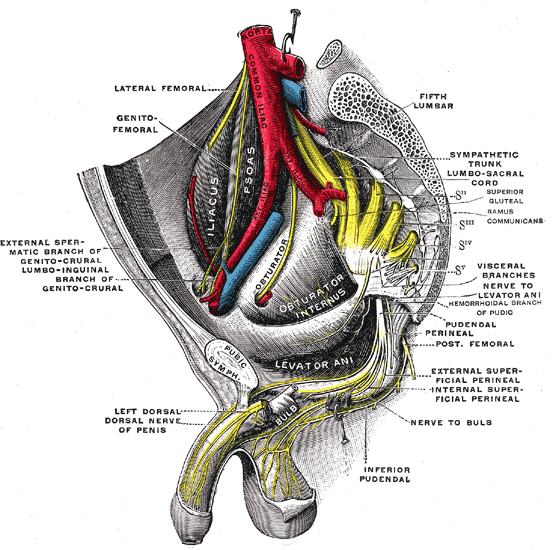
오른쪽의 엉치신경얼기. 오른쪽 중간에 샅신경이 표시됨.

## 참고 문헌
이 문서는 현재 퍼블릭 도메인에 속하는 그레이 해부학 제20판(1918) page 968의 내용을 기초로 작성된 글이 포함되어 있습니다.